# Stiftung Werk des neuen Jahrtausends
Die Stiftung "Werk des neuen Jahrtausends" (polnisch: "Dzieło Nowego Tysiąclecia") wurde im Jahre 2000 gegründet, als Antwort der polnischen Kirche auf die Worte des Papstes Johannes Paul II., die er während seiner Pilgerfahrt im Jahre 1999 an das polnische Volk richtete. Dieser machte auf den dynamischen zivilisatorischen und gesellschaftlichen Wandel im Jahre 1989 aufmerksam, der zwar unvermeidlich gewesen sei, aber gleichzeitig zur Vergrößerung der Armut geführt habe. Dieser Wandel betraf in hohem Maße die Jugendlichen, die wegen eines begrenzten Zugangs zu Bildung oftmals kaum Chancen hatten, sich weiterzuentwickeln. Die Vertretung des polnischen Episkopats traf die Entscheidung, eine Stiftung zu gründen, die zum Ziel hatte, den begabten Jugendlichen aus armen und benachteiligten Regionen zu helfen.
Diese jungen Leute wurden „das lebendige Denkmal von Johann Paul II.“ genannt. Am Anfang ihrer Tätigkeit unterstützte die Stiftung etwa 500 junge Menschen aus 5 Diözesen. Bereits nach zwei Jahren bekamen Schüler und Studenten aus allen Diözesen finanzielle Hilfe. Heute hat die 
Stiftung über 2500 Stipendiaten.
Die Schüler nehmen an einem Bildungsprogramm teil, das ihre Haltung als Bürger und Christen gestalten soll  Ähnliche Ziele haben sich auch Studenten gesetzt, die in ihren Städten Gemeinschaften gründen. Für alle Stipendiaten werden zweiwöchige Sommerlager organisiert. Die Schüler aus Gymnasien und Oberschulen lernen verschiedene Regionen Polens und deren kulturellen und wissenschaftlichen Reichtum kennen.
Eine andere wichtige Rolle der Stiftung ist die Organisation des „Papsttages“ in ganz Polen. Die Feier findet am Sonntag vor dem Jahrestag der Wahl von Karol Wojtyła zum Papst statt. Die Stiftung verleiht alljährlich den Preis TOTUS an Personen oder Institutionen, deren Tätigkeit auf der päpstlichen Lehre basiert und zur Förderung der Menschenwürde im Alltag beiträgt.
Von Anfang an hat die Stiftung zum Ziel, den besonderen Pontifikat von Johannes Paul II., dem von den Polen geliebten Papst, auf verschiedene Weise unvergesslich zu machen.